# Địa chất Sao Hỏa

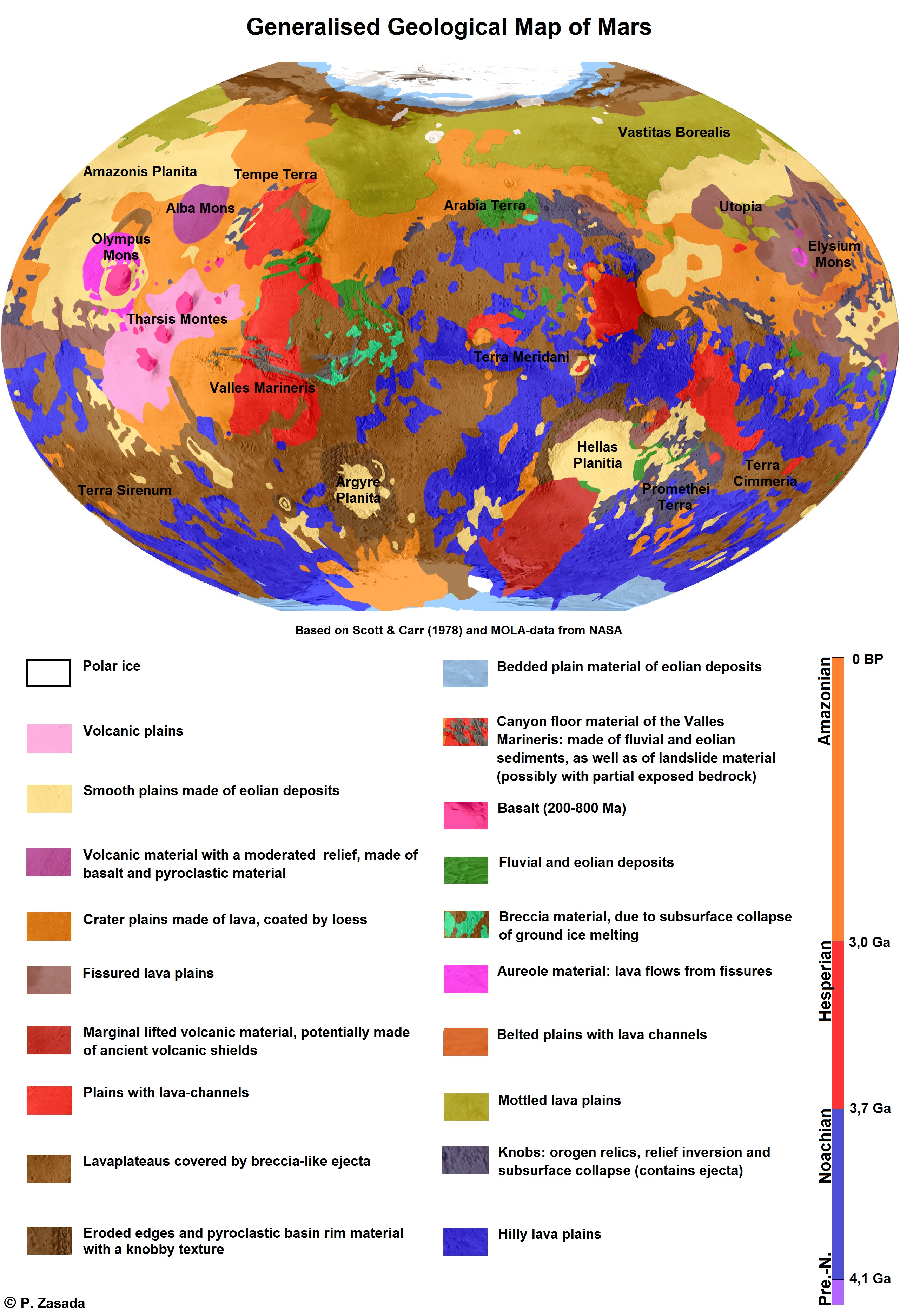
Bản đồ địa chất của Sao Hoả

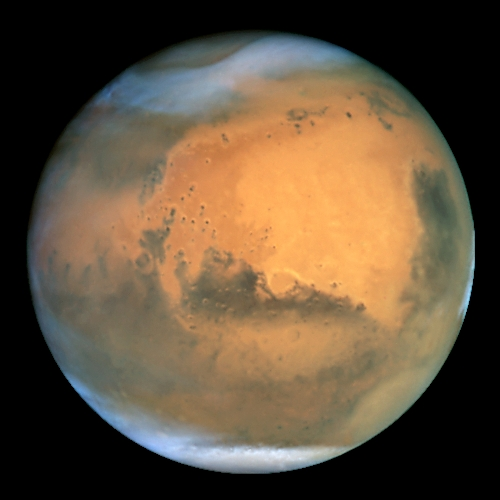
Hình ảnh Sao Hoả được chụp bởi Kính viễn vọng không gian Hubble

Địa chất của Sao Hỏa là nghiên cứu bề mặt, lớp vỏ, và lõi bên trong hành tinh Sao Hỏa. Nó nhấn mạnh các thành phần, cấu trúc, lịch sử, và các quá trình vật lý hình hành tinh. Nó hoàn toàn tương tự như các lĩnh vực địa chất trên Trái Đất. Trong khoa học hành tinh, thuật ngữ địa chất được sử dụng trong nghĩa rộng của nó có nghĩa là các nghiên cứu của các phần cứng rắn của các hành tinh và Mặt Trăng. Thuật ngữ này kết hợp các khía cạnh của địa vật lý, địa hóa học, khoáng vật, đo đạc và bản đồ. Một từ mới, areology "Sao Hỏa học", từ tiếng Hy Lạp Ares (Mars), đôi khi xuất hiện như một từ đồng nghĩa với địa chất của Sao Hỏa trong các phương tiện truyền thông phổ biến và các công trình khoa học viễn tưởng (ví dụ, bộ ba Sao Hỏa của Kim Stanley Robinson), nhưng hiếm khi được sử dụng bởi các nhà địa chất và các nhà khoa học nghiên cứu hành tinh.
Hầu hết các kiến thức hiện tại của chúng ta về địa chất trên Sao Hỏa xuất phát từ việc nghiên cứu địa hình và các tính năng suy luận (địa hình) nhìn thấy trong hình ảnh được chụp bởi các vệ tinh nhân tạo. Sao Hỏa có một số đặc điểm bề mặt khác biệt, ở quy mô lớn cho biết các quá trình địa chất đã hoạt động trên hành tinh này theo thời gian. Phần này chỉ ra một số khu vực địa chất học lớn hơn của Sao Hỏa. Cùng với nhau, các khu vực này chỉ ra các hoạt động địa chất chủ yếu liên quan đến các hoạt động núi lửa, kiến tạo địa tầng, nước đóng băng, và tác động lên hình thành hành tinh trên quy mô toàn cầu.

## Hệ thống núi lửaTharsis MontesvàElysium
Trải dài ranh giới phân đôi ở phía bán cầu tây Sao Hỏa là một hệ thống lớn núi lửa kiến tạo được gọi là Tharsis Montes và Tharsis đang to dần lên. Cấu trúc cao bao la trải rộng với đường kính lên đến hàng nghìn cây số và chiếm khoảng 25% bề mặt của hành tinh. Có độ cao trung bình 7–10 km, Tharsis có cao độ cao nhất trên các hành tinh trong Hệ Mặt Trời. Ba ngọn núi lửa khổng lồ gồm: Ascraeus Mons, Pavonis Mons và Arsia Mons (được gọi chung là Tharsis Montes), nằm liên tục theo hướng Đông Bắc - Tây Nam dọc theo đỉnh đang cao lên. Alba Mons rộng lớn (trước đây được gọi là Alba Patera) chiếm phần phía bắc của khu vực. Núi lửa dạng khiên lớn Olympus Mons nằm cách xa khối nhô chính, ở rìa phía tây của hệ thống. Sức nặng lớn của khối núi Tharsis đã tạo một áp lực lớn trên thạch quyển của hành tinh. Kết quả là hình thành các hình thành các đứt gã phát triển rộng (địa hào và thung lũng tách giãn) tỏa ra ngoài từ trung tâm Tharsis, kéo dài nửa vòng cầu hành tinh. Một trung tâm núi lửa nhỏ hơn nằm vài ngàn cây số về phía tây Tharsis là Elysium. Núi lửa Elysium phức tạp có đường kính khoảng 2.000 km và bao gồm ba núi lửa chính, Elysium Mons, Hecates Tholus và Albor Tholus. Nhóm núi lửa Elysium được cho là có sự khác biệt hơn Tharsis Montes, trong đó phát triển cổ của nó có liên quan đến cả dung nham và pyroclastics.